# 蔡輔之
蔡辅之（？—？），字台垣，浙江温州府樂清縣軍籍。

## 生平
蔡輔之個性聰敏，万历三十四年（1606年）丙午科浙江乡试举人，四十一年（1613年）癸丑科進士，授行人，處事廉正，因母親年請求歸養，在家去世。